# 한국의 신석기 시대
한국의 신석기 시대는 한반도, 만주 일대에서 고대 한국인이 활동한 기원전 8000년부터 기원전 1500년까지의 시기를 말한다. 이를 다시 중석기와 신석기로 구분해, 기원전 2700년 이전 시기를 '중석기 시대'로 분류하기도 한다.
뗀석기에 이어 간석기를 주로 사용하였기 때문에 '신석기'로 불리며, 대표적인 유물이 빗살무늬토기이기 때문에 빗살무늬토기 시대라고도 한다.
강가나 바닷가에 움집을 짓고 정착 생활하였다. 다른 씨족의 혼인(족외혼을 통해 부족 사회를 형성하고, 연장자나 경험이 많은 사람이 부족을 이끄는 부족 사회였다. 신석기 혁명이라 불리는 농경이 시작되어 밭농사(조·피·수수 등 잡곡류 경작)의 중심이었지만 여전히 중요한 식량 획보 수단을 위해 어로와 사냥이 병행되었다. 토기를 만들어 음식을 조리·저장하였으며, 가락바퀴와 뼈바늘을 이용해 원시적 수공업이 생산되었다. 애니미즘, 샤머니즘, 토테미즘, 영혼 숭배, 조상 숭배 등 원시 신앙이 발생하였다. 흙으로 빚은 얼굴상, 조개껍데기 예술품, 짐승의 뼈나 이빨로 만든 치레걸이 등 예술 활동을 하였다.

## 자연환경
우리나라에서는 홍적세의 빙하기가 끝나고 홀로세가 시작하면서 한반도는 온난화되고 해수면은 상승하였다. 먼저 구체적인 시기를 말하면, 기원전 2,000~8,000년에는 기온이 점점 상승하는 시기인데, 이 시기의 중부지방은 낙엽광역수림지역에 들어가고, 북부지방은 침엽수림을 이루었다. 기원전 8,000~7,000년에는 현재와 거의 같은 기온이며, 이 시기에는 남부지역은 상록활엽수림에 들어가고 기원전 7,000년이 되면서 낙엽광역수림지역이 북부지방까지 확장하였다. 이 시기의 해수면은 약간 높았으며 해수의 온도는 3℃가량 높았던 시기이다. 기원전 5,000~3,800년에는 기온이 다시 내려가서 기원전 2,400년을 전후한 시기는 가장 한랭한 시기이다. 이 시기에는 기온이 내려가면서 해안선이 바다쪽으로 후퇴하고 육지가 상승하였으며, 특히 기원전 4,400~4,000년에는 춥고 습한 기후로서 전 세계적으로 중위도 지방에는 홍수가 크게 난 사실이 관찰되었지만 현재 우리나라 지역에 이 시기에 홍수가 크게 났다는 흔적은 발견되지 않았다. 특히 기원전 3,800~2,000년에는 한랭한 기후였으며, 중부지방에는 침엽수림이 늘어나고 해안선은 더욱 바닷쪽으로 후퇴하였다.

## 도구

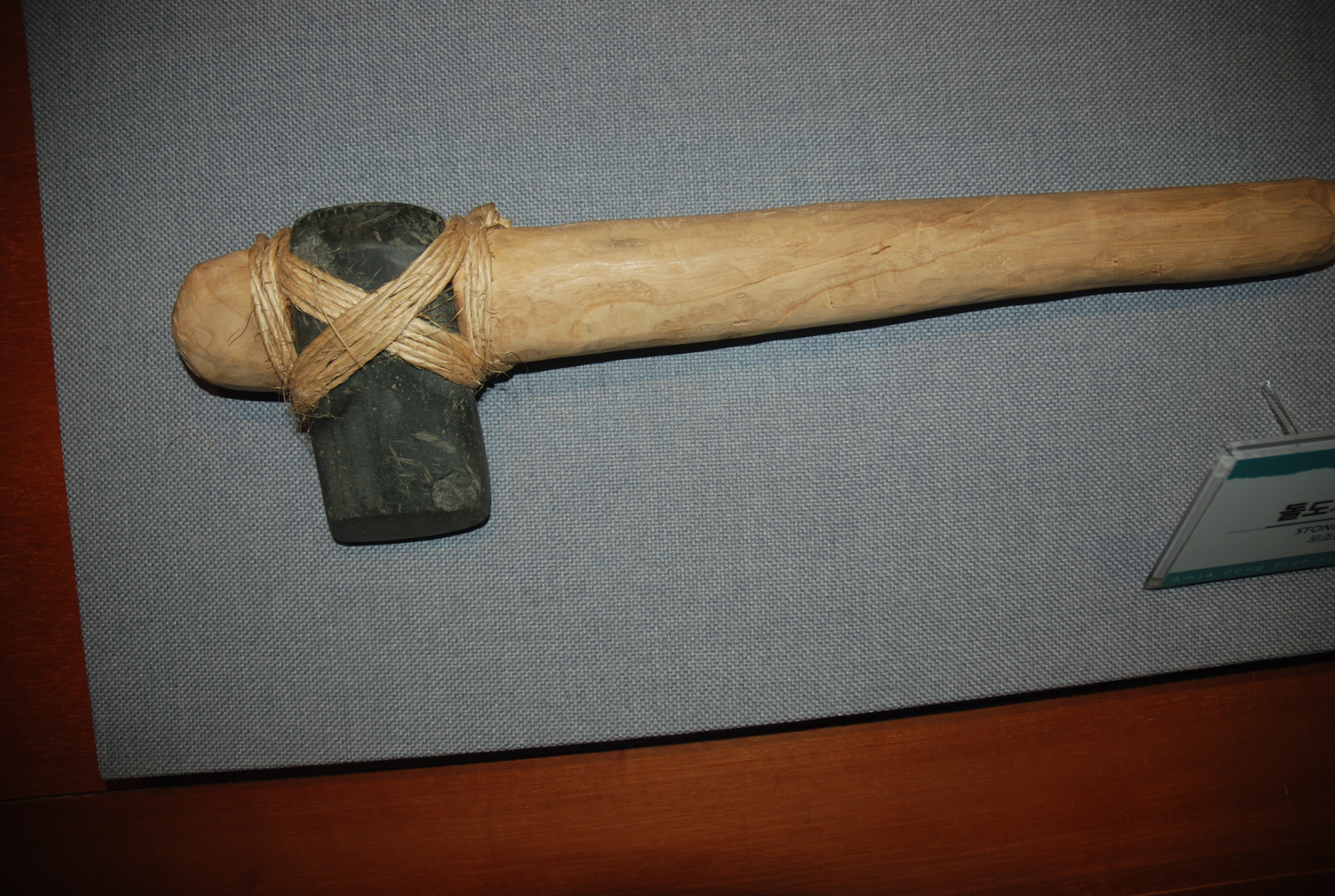
간 돌도끼

이 시대의 중요한 지표가 되는 것은 간석기와 빗살무늬토기로 대표되는 토기이다.
돌농기구
- 농경 굴지구
- 돌쾡이와 돌보습으로 밭을 갈고, 돌낫으로 곡물이나 이삭을 따 갈돌로 갈아 껍질을 벗기거나 가루를 내어 먹었다.

의복생활·어업
- 가락바퀴
- 뼈바늘

토기
- 이른 민무늬 토기

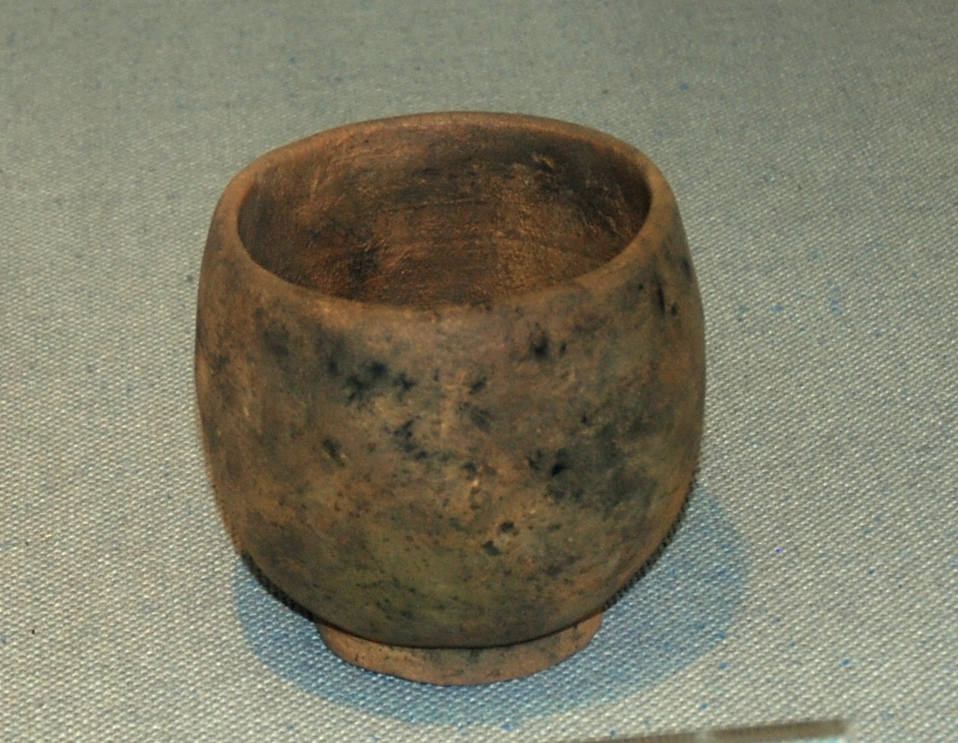
민무늬토기

이른민무늬토기는 강석, 운모, 석영 따위의 모래가 섞여 있어 표면이 거칠고 흡수성이 강하다. 단조로운 문양이 가끔 있을 뿐 대체로 무늬가 없고 두꺼운 것이 특징이다. 색깔은 다갈색, 회색이 보통이며 크고 작은 여러 가지 모양이 있는데 주로 사발, 단지 같은 것이다. 주둥이 부분은 대개 직선으로 올라간 것이 많으나 밖으로 벌어진 것도 있다. 밑바닥은 평면으로 된 것, 뾰족한 것 등 여러 가지이며 뿔 모양의 손잡이가 있는 것이 특징이다.
- 눌러찍기무늬 토기

한반도의 남해안 지역에서 많이 출토되었으며, 주로 신석기 시대 전기와 중기에 많이 만들어진 것으로 추정한다. 만드는 방법과 무늬의 형태는 매우 다양하다. 그릇 표면을 엄지와 검지로 찍거나 집어 눌러서 돌출 부분과 다음 돌출 부분 사이에 하트 문양이 생기게 하는 방식, 그릇 표면을 동물 뼈의 마디 부분으로 찍어 문양을 새기는 방식, 끝이 뾰족하거나 둥근 도구 및 속이 빈 대롱 모양의 도구로 문양을 찍어 열을 짓게 하는 방식 등이 있다.
- 덧무늬 토기

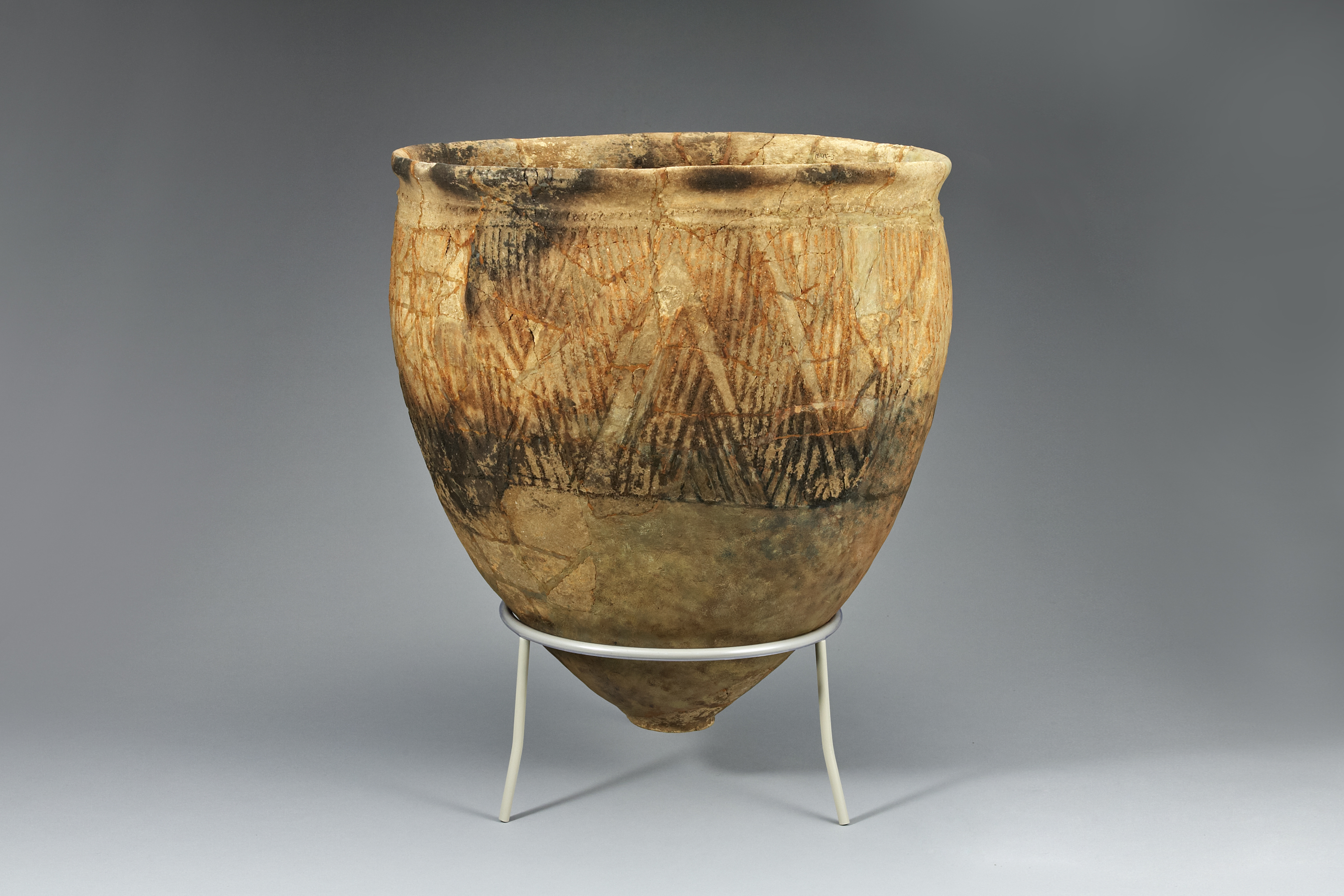
덧무늬토기

덧무늬토기(隆起文土器, 융기문토기, Raised Designs Bowl)는 오산리에서도 탄소연대측정법에 의해 BC 5100년까지 올라가는 것으로 나타났다. 최하층에서 아가리 둘레에 덧무늬가 시문된 토기가 발견되어 이 토기가 신석기시대 가장 이른 시기의 토기였음을 입증해 주었다. 덧무늬는 흙띠를 지그재그식으로 배열한 것과 돋은 평행선 바깥쪽에 팥알처럼 돋은 점열을 한 줄씩 배치한 것 등이 있다. 제주도의 고산리나 울산의 해안가에 우봉리 등 남쪽 지방에서는 덧무늬토기(隆起文土器, 융기문토기)가 발견되기도 하였다.
- 빗살무늬 토기

빗살무늬토기

대체로 나무·뼈연장 또는 그것으로 만든 여러 가닥이 난 빗살모양의 무늬새기개를 가지고 그릇 바깥면에 짤막한 줄을 배게 누르거나 그어서 새긴 것을 빗살무늬라고 부른다. 이러한 빗살무늬는 질그릇에 따라 여러 모습을 나타내는데, 한국에서 가장 특징적인 것은 선·점선으로 된 짧은 줄을 한쪽 방향으로 또는 서로 방향을 엇바꾸어가면서 그려서 그 모습이 생선뼈처럼 생긴 것이다.
그 외의 토기
이 외에도 기하문토기, 생선뼈무늬토기, 납작바닥토기 등이 있다.
- 번개무늬토기

2~4줄의 평행선과 점선을 긋고 그 사이를 점이나 빗금으로 사각형 또는 마름모꼴 등의 기하학적 무늬로 채운 신석기시대 후기에 나타나는 빗살무늬토기로 뇌문토기라고도 한다. 번개무늬토기의 분포상은 신석기 후기에 북동지역 빗살무늬토기인이 폭넓게 다른 지역으로 진출하였음을 보여준다. 주로 사용된 시기는 서포항 제Ⅳ기층의 예를 통해 볼 때 제2 빗살무늬토기 시기인 BC 3000~BC 2000년인 신석기시대 후기이다.
이 외에도 물결무늬토기도 새로이 등장하여 쓰였다.

## 생활상
신석기인들은 주로 물가에 움집을 짓고 살면서 창, 활, 결합식 작살, 그물 등 발달된 장비로 고기잡이와 사냥을 했고, 농경 생활을 시작하였다. 통나무를 깎아 배를 만들어 강이나 가까운 바다를 이용해 이동하였다. 그리고 토기를 만들어 음식을 조리, 저장하였다.

## 경제생활[4]
- 원시 농경이 시작되어 밭농사(조·피·수수 등 잡곡류 경작)의 중심이었지만 여전히 중요한 식량 획보 수단을 위해 어로와 사냥이 병행되었다.
- 원시적 수공업 생산 : 가락바퀴와 뼈바늘을 이용해 옷이나 그물 제작되었다.

## 사회생활

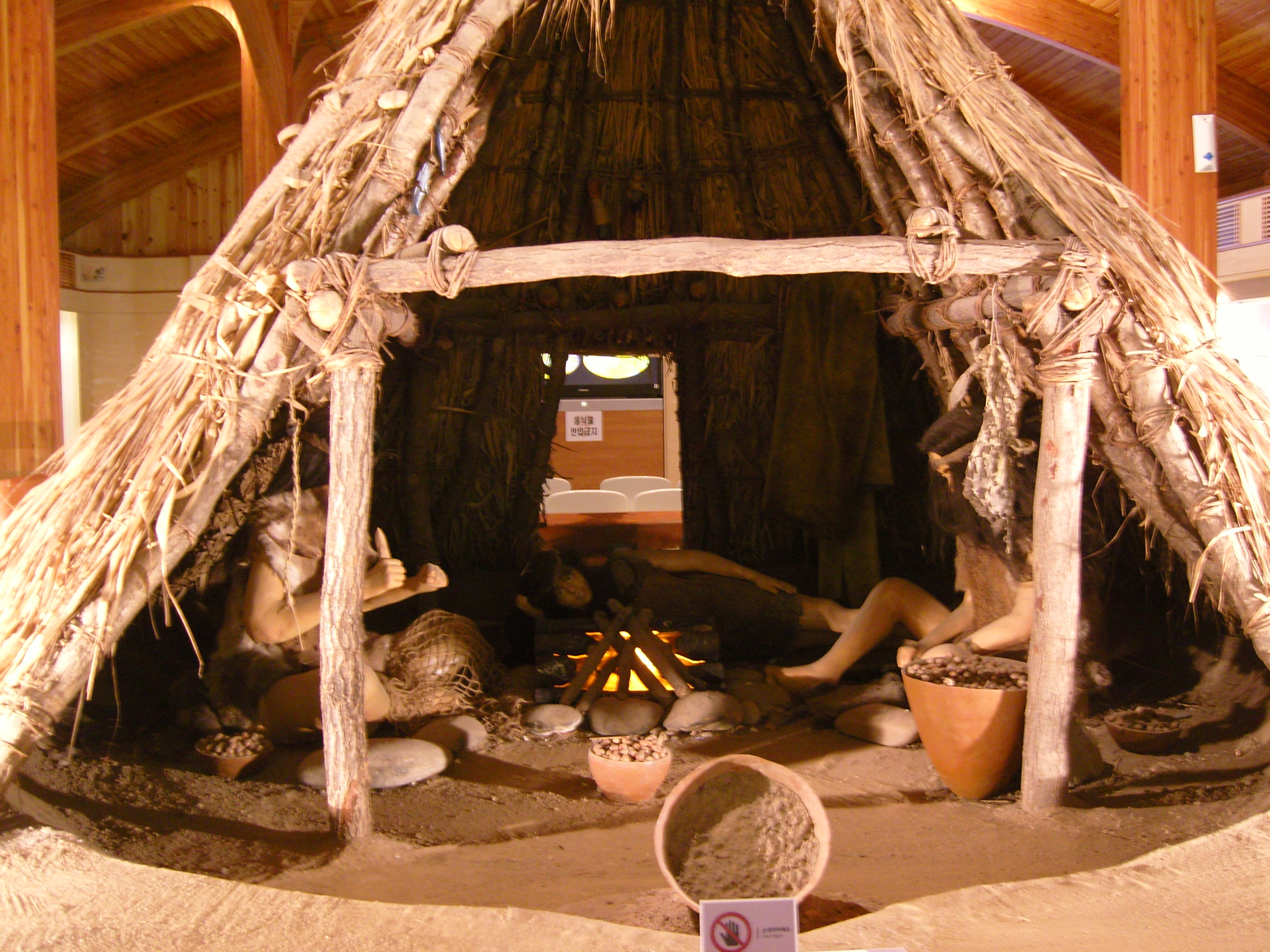
암사동 신석기 움집복원 모델

## 사회생활[5]

### 주거지
- 움집: 강가나 바닷가에 움집을 짓고 정착 생활하였다. 움집의 구조는 중앙에 취사 및 난방용 화덕이 위치하고 있다.

### 공동체
- 다른 씨족(씨족 사회) 간의 족외혼으로 인해 부족을 형성(배타적)하였고 연장자나 경험이 많은 사람이 부족을 이끄는 평등한 사회(부족 사회)를 형성하였다.

## 신앙
농경 및 목축 등의 생산경제로 인해 원시신앙이 발전하였다.
- 애니미즘: 눈에 보이지 않는 어떤 영적인 힘 또는 존재가 깃들어있다고 믿는 신앙.
- 토테미즘: 영혼이나 조상을 숭배하는 신앙.
- 샤머니즘: 신을 불러들이는 무당, 샤먼을 중심으로 한 신앙 체계이다.
- 조상 숭배: 동침신전앙와장(東枕伸展仰臥葬)을 토대로 태양 숭배, 내세 신앙을 유추할 수 있다.

## 예술활동
- 부적과 같은 긴 막대기 모양의 호신부, 짐승의 뼈나 이빨로 만든 치레걸이(장신구), 조개가면, 흙으로 빚은 얼굴상 등의 예술 활동을 하였다.

## 유적지

### 대표적인 유적지
전기
- 제주도 한경 고산리 자구내 유적
- 부산 영도구 동삼동 조개더미

중·후기
- 서울 암사동 유적 - 방형 거주지와 빗살무늬 토기, 반달돌칼 등이 발굴되었다. 당시의 집이 복원되어 있다.

### 그 외
전기
- 양양 오산리 유적

후기
- 봉산 지탑리 유적

기타
- 함경북도 웅기 서포항 유적
- 함경북도 청진 농포동 유적
- 평안남도 온천 궁산리 유적
- 인천광역시 대연평도 까치산 유적
- 인천광역시 대연평도 모이도 유적
- 전라북도 군산 가도유적
- 전라남도 신안 가거도 유적
- 전라남도 완도 여서도 유적
- 전라남도 여수 돌산 송도 유적
- 제주 하모리 유적
- 경상남도 사천 구평리 유적
- 경상남도 통영 상노대도 유적
- 경상남도 통영 연대도 유적
- 경상남도 통영 욕지도 유적
- 부산광역시 동삼동 유적
- 경상남도 김해 수가리 유적
- 경상남도 창녕 비봉리 유적
- 평안북도 의주 미송리 유적
- 평양특별시 승호구역 만달리 유적
- 황해북도 상원 용곡리 유적
- 황해북도 상원 대흥리 유적
- 평안남도 성천 금평리 유적
- 강원도 영월 연당 피난굴(쌍굴) 유적
- 충청북도 단양 금굴 유적
- 충청북도 단양 상시3바위그늘 유적
- 함경북도 무산 범의구석 유적

## 발굴
- 2011년 5월 부산 강서구 성북동 부산 신항 준설토 투기장 예정지 일대에서 지난 2월 이후 추가 발굴 작업을 벌인 결과 이전 발굴 유물과 같은 신석기 전기대 인골 14구와 옥제품 4점을 수습했다고 3일 밝혔다.[6]

## 같이 보기
- 한국의 고고학적 시대분류
- 빗살무늬토기 시대
- 신석기 문화
- 신석기 혁명
- 한국의 구석기 시대
- 한국의 청동기 시대